# Hugues III de Campdavaine
Pour les articles homonymes, voir Hugues III.
Hugues III de Campdavaine appelé encore Hugues de Camp d'Avesnes († 1141) fut comte de Saint-Pol de 1130 à 1141. Responsable de massacres il est frappé d'anathème. Sa cruauté donna naissance à une légende qui lui donna le nom de Bête Canteraine.

## Biographie
Fils de Hugues II et Elisende de Ponthieu, Hugues fit une guerre très vive à la famille Collet, qu'il obligea à se réfugier à l’abbaye de Saint-Riquier. Après un siège de la place fortifiée, il en fit l'assaut le 28 août 1131 et la mit à feu et à sang, tuant homme, femme, enfant et clergé. Les survivants - dont l'abbé de Saint Riquier - se réfugièrent à Abbeville. L'abbé porta plainte au concile de Reims qui le frappa d'anathème en 1132. L'interdit est confirmé par le pape Innocent II. 
Il commit d'autres exactions contre le clergé, ce qui obligea Louis le Gros à réprimer la fureur du comte de Saint-Pol. Hugues prévint le coup en se soumettant à la pénitence. Il obtint l’absolution du pape Innocent II en 1137 moyennant le financement de la fondation de trois abbayes : Cercamp, Claircamp (Klaarkamp, près de Dokkum en Frise) et Ourscamp. Cercamp était situé sur la Canche et l'abbaye de Clairfay, entre Varennes-en-Croix et Léalvillers, non loin d’Acheux-en-Amiénois.
En 1140, il se ligua avec le comte de Hainaut contre Thierry d'Alsace, comte de Flandre, mais fut battu.

## Héraldique

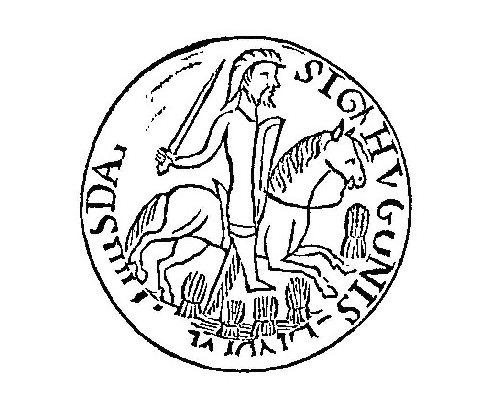
Sceau d' comte de Saint-Pol, vers 1127/1129. Gravure publiée en 1788.

Le sceau de Hugues III comte de Saint-Pol est une exception parmi les premiers sceaux armoriés. En effet, contrairement à la plupart des premiers sceaux de la naissance des armoiries, l'emblème utilisé par Hugues III n'est pas familial, mais exprime son surnom, « Candavène », « champ d'avoine » en picard,.

## La légende
Les atrocités attribués à Hugues et sa condamnation par l'Église ont marqué l'imaginaire de ses contemporains. Selon une légende rapporté par l'historien du XIXe siècle François César Louandre, le comte fut condamné par le jugement divin à se changer en loup et à parcourir les lieux qu'il avait dévastés sous cette forme, chargé de chaînes. On le voyait pendant la nuit, poussant d'affreux hurlements, et on l'appela désormais la Bête Canteraine.

## Famille et descendance
Avec Béatrix de Rollancourt, son épouse, il eut cinq fils et trois filles :
- Enguerrand ;
- Hugues, mort sans descendance en 1150 ;
- Anselme ;
- Raoul, décédé le 4 avril 1162, inhumé à Cercamp après avoir été marié ;
- Guy, époux de Mathilde de Doullens ;
- Angélique ou Angéline, femme d'Anselme de Housdain ;
- Adélaide, femme de Robert le Roux, sire de Béthune ; Jean III de Béthune, évêque de Cambrai fut un de leurs huit enfants ;
- Béatrix, femme de Robert, quatrième fils de Raoul Ier, sire de Coucy.

Béatrix, mère de ces enfants est inhumée à Cercamp.